# عرب مدغشقر
مدغشقر جزيرة تقع شرق القارة الأفريقية على مساحة 676 الف كم مربع، وهي مستعمرة فرنسية سابقة، ورابع أكبر جزر العالم، وقد أطلق عليها العرب اسم جزيرة القمر عند اكتشافها، ثم سماها الفرنسيون جزيرة سان لوران ثم بعد أكثر من قرن من وصول الاوربيين لها باتت تسمى مدغشقر، ويسمى سكانانها بالملاغاش لان اغلب قبائلها ترجع إلى الارخبيل الإندونسي الملاوي، وكانت البرتغال قد حاولت احتلالها في سنة 913هـ وقاومها العرب والمسلمون في الجزيرة، وحالوا دون دخولهم الجزيرة، ولكنهم عاودوا الكرة مرة أخرى في السنة التالية، ودمروا معظم مدن الجزيرة، وسيطروا عليها، وتعاقب عليها الاحتلال، فحاولت بريطانيا احتلالها في مستهل القرن التاسع عشر، وضمها إلى جزر موريشيوس، ولكن تغلبت فرنسا في السباق، واحتلت مدغشقر في سنة 1285هـ - 1868م، وظل الاحتلال الفرنسي بها حتى نالت استقلالها في (1380هـ - 1960م
.

## الجذور العربية للجزيرة
يعود وجود العرب في مدعشقر إلى ما يقارب 14قرنا، حيث هاجر بعض المسلمون ابان الفتنة بين علي ومعاوية، واستوطن بحارةعرب الجزيرة وعاشو فيها في فترات لاحقة واستوطونوا بقيت الجزيرة ذات اغلبية عربية إلى تاريخ مجيء قبيلة الميرنا وهم بالاساس قراصنة من ماليزيا و إندونيسيا منذ ما يقارب 6 قرون، أي قبل انتشار الإسلام في إندونيسيا. ولا توجد كثير من الوثائق التي تنبنأنا عن حياة الجزيرة في القرون الوسطى، بيد أن الدلائل التي لاتزال موجودة إلى الآن كمفردات اللغة العربية الكثيرة في اللغة الملكاشية كايام الاسبوع وأسماء الشهور والتحية اليومية والعادات والتقاليد الإسلامية مازالت قائمة كعدم اكل لحم الخنزير والختان والذبح الحلال، بالإضافة لوجود بناء لكعبة تسمى بيت الدعاء أو دعاني باللهجة المحلية، يحجون اليها كل سنة، وبنفس عادات المسلمين حيث يمنع دخول اصحاب الاديان لها ويمنع لبس شيء يغطي الرأس ويجب لباس غير مخاط، كمان الفلكلور الشعبي المحكي لمجموعة القبائل العربية تتحدث عن سلطان اسمه علي الكرار من مكة هو جدهم الاعلى وانهم اصلهم من مكة ومن جدة، كما يقدسون جهة الشمال جهة مكة ويدفنون موتاهم بهذا الاتجاه كما انهم يقدسون النبي محمد. هناك سبع قبائل عربية كبيرة من اصل 18 قبيلة كبرى في مدغشقر بينما تتناثر عدد من القبائل العربية الأخرى صغيرة مثل كقبائل كانتيلوترا والانجيستي في الشمال وقبيلة الزافيرامينيا والانتيفاسي جنوب البلاد. 
بينما تعتبر قبائل ساكالافا والتسمحيتي والانتيمبوهاكا والانتيساكا والانتيمور والانتينوسي من كبريات القبائل ولعبت هذه القبائل دور مهم في تاريخ الجزيرة فقبل الاحتلال الاوربي للجزيرة لم يكن يعرف القراءة والكتابة إلى العرب الذين كانوا يعرفون صناعة الوراق، وكانت الكتابة المنتشرة في الجزيرة هي الكتابة العربية وبالغتين العربية والملاغاشية كانت تسمى هذه الكتابة بسوراني نسبة إلى سور القران. 
. في الوقت الحالي نسيت هذه القبائل اسلامهما أو اختلط اسلامهما بعادات وثنية كما فقدت خلال القرن الاخير اصلها العربي باستثناءات قليلة فقبيلة التسمحيتي لازلت تتحدث اللغة العربية وقبائل الساكالافا بوينا يتحدثون جزأيا اللغة العربية، وبدأت خلال العقدين الاخير ين جهود عربية حثيثة لاعادة القبائل لحضن الإسلام وتعريفها باصلها الإسلامي والعربي.

## الانتشار العربي
ينتشر العرب في كافة انحاء الجزيرة وبخاصة الاطراف بينما يقل تواجدهم في الهضبة الوسطى حيث قبائل الميرنا التي تسيطر على البلاد وتقع في اراضيها العاصمة ويشكل عدد نفوسه هذه القبيلة الأكبر 20 بالمئة من عدد السكان وهم من أصول إندونيسية ماليزية. أما العرب فيتركزون خصوصا في جنوب وجنوب شرق الجزيرة حيث قبائل الانتينوسي والانتيمبوهاكا والانتيمور والانتيساكا، بنما تشغل قبيلة الساكافالا العربية الجزء الغربي من الجزيرة كاملا من الجنوب من مدينة توليارة في الجنوب إلى حدود نهر السيمبيرانو في أقصى الشمال الغربي حيث تختلط بقبائل التسمحيتي التي تشغل القسم الشمالي من البلاد. تقدر نسبة المتحدرين من اصول عربية في الجزيرة إلى 33,5 % من اجمالي عدد السكان بواقع 7 ملايين نسمة، من اصل 21 مليون نسمة عدد سكان الجزيرة.

## أصل القبائل العربية
يتحدث الفلكلور الشعبي لقبائل المتحدرة من اصول عربية انهم قدمو من مكة ومن الجزيرة وان اصولهم عربية. الخرائط القديمة للجزيرة الملاغاشية تظهر أسماء عربية للمدن والقرى في مدعشقر، بينما يتحدر أبناء قبيلة سكافالا من عمان وأصل الكلمة هي صقالبة في اللغة العربية. وتنحدر قبائل الانتيمورو والانتينوسي من الحجاز، بينما ينحدر افراد قبيلة الانتنوترا يتحدرون من عرب شرق أفريقيا أي عرب كينيا وموزبيق وتنزانيا القاطنيين على الساحل الشرقي. كما تنحدر قبائل الانتيهوكا من الحجاز والفلكلور المحكي لهذه القبيلة تتحدث عن أحد ملوك الحجاز رامينا رابيفيهوكا من مكة هو جدهم الأول والذي قدم في القرن الرابع عشر. في دراسة جينية اجراها عدد من الباحثين على تأثير العرب والمسلمين في مدغشقر لاحظ الباحثون التأثير الواضح في تواجد للواي كروموسوم ذات اصول عربية.

## أسباب فقد الهوية العربية والإسلامية
السبب الأساسي هو الاستعمار الاوربي الذي شن حملة لإبادة الإسلام في الجزيرة وتوجت جهوده بالحرب الاهلية 1947م. حيث قامت القوة الاستعمارية بإبادة منظمة للعرب والمسلمين ومنعت الأسماء العربية، كما أحرقت كتب المسلمين في كافة انحاء الجزيرة ، الأمر الذي أدى إلى استبدال كثير من العرب والمسلمين أسمائهم بأسماء ملاغاشية. كما غيرت الدولة الاستعمارية فرنسا أسماء المدن والقرى والمناطق العربية واستبدلتها باسماء أوروبية فجزيرة إبراهيم اسمتها جزيرة سان ماري وراس الملح اسمته جاب اندريه... وهكذا، كما أن تقصير العرب والمسلمين تجاه العرب في مدغشقر وعدم التواصل معهم لعدة قرون أدت بالنهاية لخسارة العرب للجزيرة بعربها وإسلامها.